# Pikounda
Pikounda es una localidad de la República del Congo, constituida administrativamente como un distrito del departamento de Sangha en el norte del país.
En 2011, el distrito tenía una población de 3 513 habitantes, de los cuales 1 760 eran hombres y 1 753 eran mujeres.
La localidad se ubica a orillas del río Sangha, unos 120 km río abajo al sureste de la capital departamental Ouésso, cerca del límite con el departamento de Likouala. En sus inmediaciones se ubica el parque nacional de Ntokou-Pikounda, un área protegida de 4 572 km² creada en 2012 para preservar la fauna de la zona.